# Präfektur Miyagi
Die Präfektur Miyagi (jap. 宮城県, Miyagi-ken) ist eine japanische Präfektur. Sie liegt in der Region Tōhoku im Nordosten der Hauptinsel Honshū. Sitz der Präfekturverwaltung ist Sendai.

## Geographie
Die Präfektur Miyagi bildet den zentralen Teil der Region Tōhoku und grenzt an den Pazifischen Ozean. Im Norden grenzt Miyagi an die Präfektur Iwate, im Westen an die Präfekturen Yamagata und Akita und im Süden an die Präfektur Fukushima.
Die Küste Miyagis lässt sich in zwei Regionen einteilen: vom Norden mit der Karakuwa-Halbinsel bis zur Oshika-Halbinsel, die Sanriku-Küste mit ihren Ria und daran anschließend die Sendai-Bucht mit der gleichnamigen Hauptstadt Sendai im Zentrum. Die Oshika-Halbinsel ist von den Oshika-Inseln umgeben, wobei nur Aji, Enoshima, Izu, Kinkasan und Tashiro bewohnt sind. Kinkasan ist zugleich die größte Insel der Präfektur, gefolgt von Ōshima bei der Karakuwa-Halbinsel und Miyato zwischen der Ishinomaki-Bucht und der Matsushima-Bucht, die ebenfalls Teil der Sendai-Bucht sind. Die Bucht von Matsushima mit ihren zahlreichen Kiefern-Inseln wird zu den drei schönsten Landschaften Japans gerechnet.

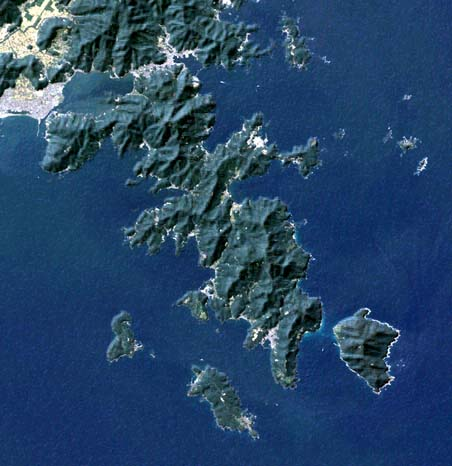
Oshika-Halbinsel und -Inseln
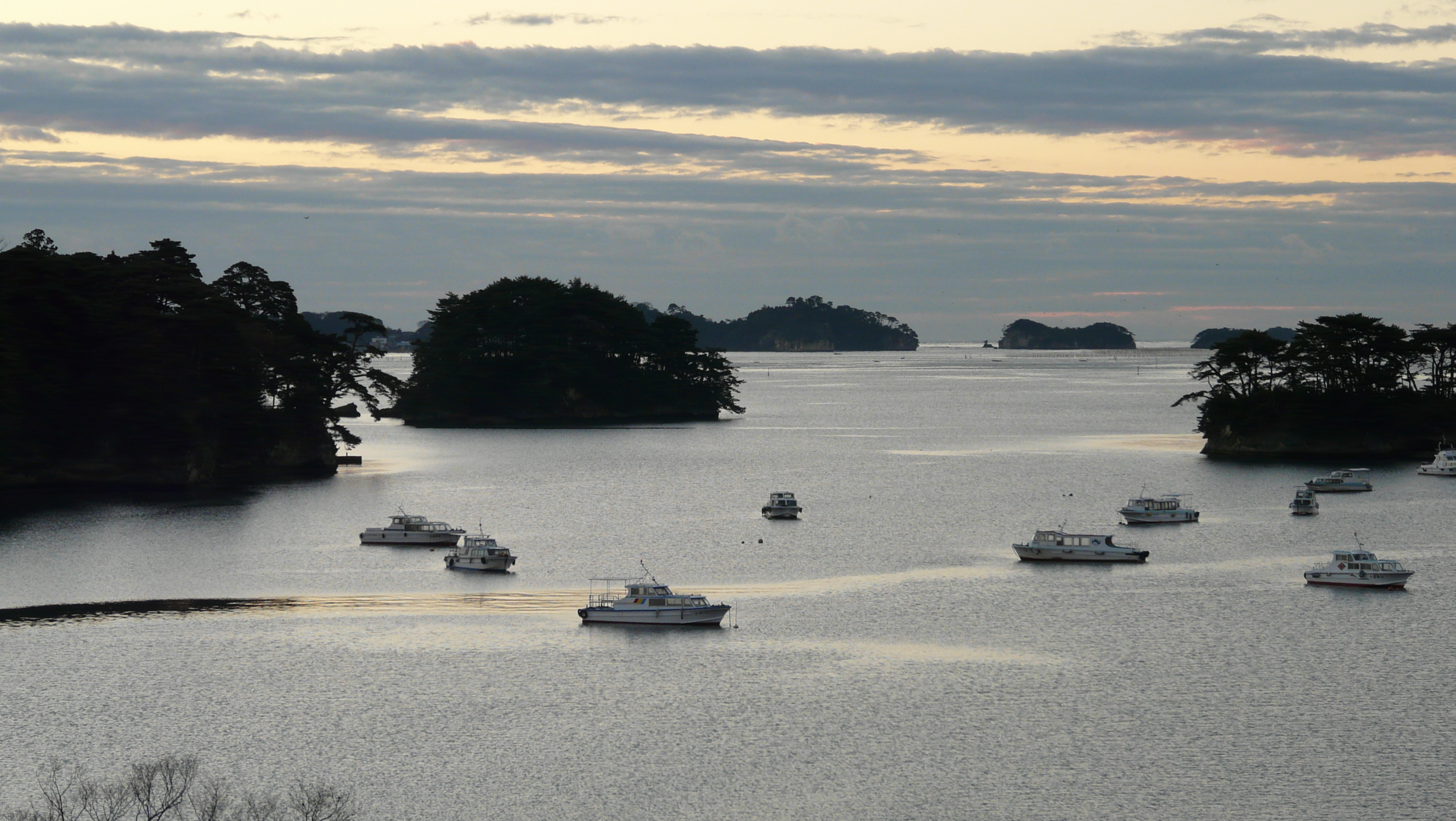
Matsushima
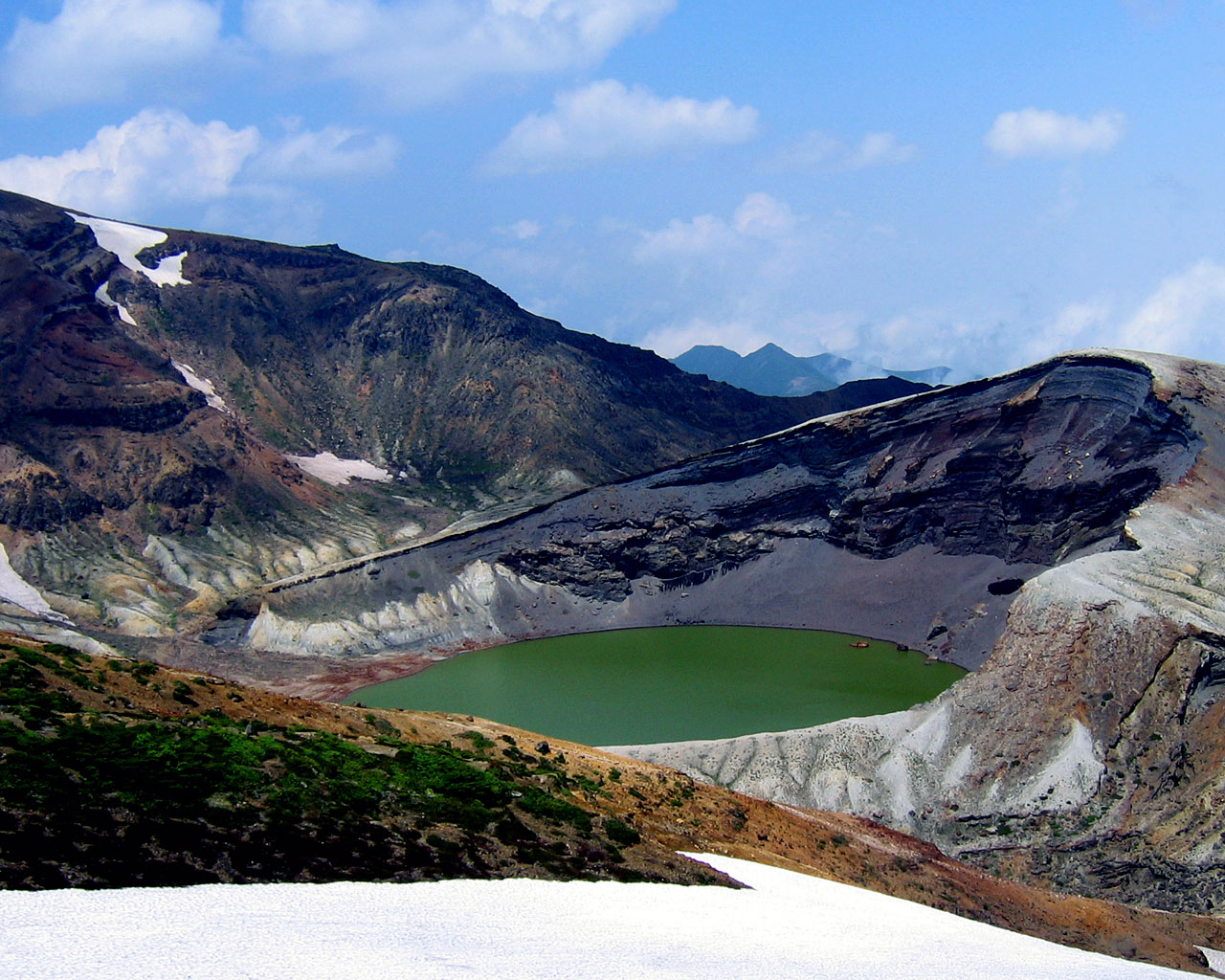
Zaō
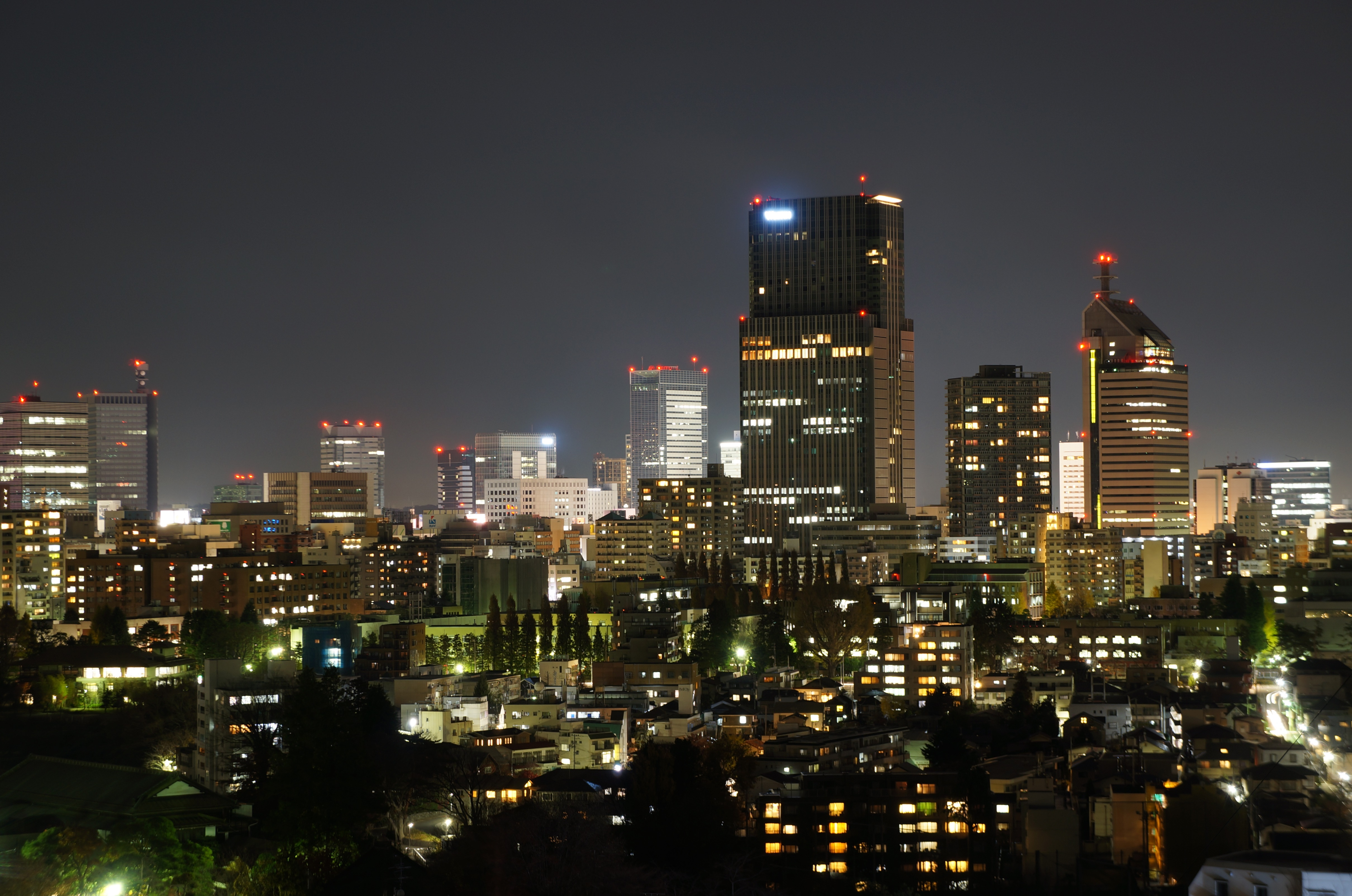
Sendai

## Geschichte
Die Präfektur Miyagi entspricht in ihrer Ausdehnung in etwa der vormodernen Provinz Rikuzen. Ihre Gründung mitsamt den heutigen Grenzen fand 1872 statt.

## Katastrophe durch Tōhoku-Erdbeben und Tsunami 2011
Die Präfektur wurde am 11. März 2011 von den Folgen des Tōhoku-Erdbebens und des davon ausgelösten Tsunamis schwer getroffen. Nach der Schadenserfassung mit Stand von März 2016 wurden für die gesamte Präfektur über 10.500 Tote, mehr als 1.200 weiterhin Vermisste gezählt. 83.000 Wohngebäude wurden vollständig und 155.000 teilweise zerstört sowie 224.000 weitere Schäden an Wohngebäuden erfasst.
| Gemeinde          | Exponierte Gebäude | Fortgespült | Quote [%] |
| ----------------- | ------------------ | ----------- | --------- |
| Kesennuma         | 13.951             | 8.047       | 57,7      |
| Minamisanriku     | 6.665              | 5.418       | 81,3      |
| Onagawa           | 4.607              | 3.459       | 75,1      |
| Ishinomaki        | 62.440             | 12.521      | 20,1      |
| Higashimatsushima | 16.860             | 3.171       | 18,8      |
| Shiogama          | 8.995              | 373         | 4,1       |
| Matsushima        | 695                | 14          | 2,0       |
| Rifu              | 187                | 8           | 4,3       |
| Shichigahama      | 3.253              | 1.120       | 34,4      |
| Tagajō            | 6.310              | 226         | 3,6       |
| Sendai            | 13.721             | 4.329       | 31,6      |
| Natori            | 5.530              | 2.810       | 50,8      |
| Iwanuma           | 5.285              | 1.298       | 24,6      |
| Watari            | 8.143              | 2.059       | 25,0      |
| Yamamoto          | 5.373              | 2.802       | 52,0      |
| Gesamt            | 162.015            | 47.655      | 29,4      |

## Politik
- KPJ: 5
- Rikken・mushozoku kurabu („Konstitutionalist. / Unabh. Klub“; mit KDP): 3
- Miyagi kenmin no koe („Stimme der Bürger von Miyagi“; mit KDP): 10
- Ishin: 2
- Nijūisseiki kurabu („Klub 21. Jahrhundert“): 2
- Kōmeitō: 4
- „LDP/Bürgerkonferenz“: 33

Gouverneur von Miyagi ist seit 2005 der ehemalige Präfekturparlamentsabgeordnete Yoshihiro Murai. Er wurde 2021 gleichzeitig mit der nationalen Parlamentsunterhauswahl als Unabhängiger mit Kōmeitō-Unterstützung gegen den Arzt Jun’ichi Chō über 64 % der Stimmen für eine fünfte Amtszeit wiedergewählt. Die Wahlbeteiligung stieg um drei Punkte auf 56,3 %.
Im 59 Mitglieder starken Parlament blieb die LDP auch bei der Wahl im Oktober 2023 mit 24 Sitzen mit Abstand stärkste Partei, die KDP legte auf zehn Sitze zu, die KPJ gewann unverändert fünf, die Kōmeitō vier Sitze. Neu zog die Nippon Ishin no Kai mit zwei Abgeordneten ins Parlament ein, 14 Wahlsieger waren ohne Parteinominierung. In fünf Wahlkreisen standen die Abgeordneten mangels Gegenkandidaten ohne Abstimmung fest. Die Wahlbeteiligung erholte sich etwas vom Rekordtief 2019 (34,8 %) auf 35,9 %.
Im nationalen Parlament wird Miyagi seit 2024 nur noch durch fünf direkt gewählte Abgeordnete im Abgeordnetenhaus vertreten, ins Rätehaus wählt Miyagi einen Abgeordneten pro Teilwahl. Nach den Parlamentswahlen 2019, 2022, 2024 und seitherigen Parteiumbildungen besteht die direkt gewählte Delegation Miyagis ins Nationalparlament (Stand: November 2024) aus vier Konstitutionellen Demokraten und einem Liberaldemokraten im Abgeordnetenhaus und je einem Mitglied von KDP und LDP im Rätehaus.

## Wirtschaft
Mit Toyota Motor East Japan und der Errichtung des Werks zur Herstellung von Autobatterien durch Primearth EV Energy, einem Gemeinschaftsunternehmen der Toyota Motor Corporation und der Panasonic Corporation, wird sich Miyagi zu einem der wichtigsten Standorte der japanischen Automobilindustrie entwickeln. Es wird erwartet, dass Miyagi nach den Regionen Tokai und Kyushu zum drittgrößten Cluster der japanischen Automobilindustrie wird.
Miyagi gewinnt auch als Standort für die Halbleiterindustrie an Aufmerksamkeit, seit Tokyo Electron, seine Produktionsstätte sowie sein Forschungs- und Entwicklungszentrum in der Region angesiedelt hat.

## Tourismus
Der kulturelle Mittelpunkt der Präfektur Miyagi und der anderen nördlichen Präfekturen Japans ist die Präfekturhauptstadt Sendai, die nach Saitama auch die größte Stadt nördlich von Tokio auf Honshū ist. Die Stadt ist bekannt für ihre Veranstaltungen zum jährlich am 7. Juli stattfindenden „Sternenfest“ Tanabata.
Nahe dem Sendai vorgelagerten Küstenort Matsushima existiert in der Matsushima-Bucht eine Ansammlung von rund 260 Inseln, die als eine der Drei schönsten Landschaften Japans gilt.

## Verwaltungsgliederung

Karte der Gemeinden; designierte Großstadt violett, sonstige -shi pink, -machi/-chō beige, -mura türkis

Karte der Regionen mit Gemeindegrenzen von 2007

Seit 2016 gibt es noch 35 Gemeinden in Miyagi: 14 [kreisfreie] Städte (-shi) – davon nur die Hauptstadt in einer Sonderform für Großstädte –, 20 [kreisangehörige] Städte (-machi/-chō) und ein Dorf (-mura). Nach der Einführung der heutigen Gemeindeformen und der großen Meiji-Gebietsreform 1889 waren es zunächst rund 200 Gemeinden, im Jahr 2000 vor Beginn der großen Heisei-Gebietsreform noch 71. (Siehe die Liste ehemaliger Gemeinden in der Präfektur Miyagi.)
Anmerkungen:
- Im Sinne der Lesbarkeit wurden mehrteilige Orts- und Kreisnamen (Doppelorte, zur Unterscheidung vorangestellte Provinz-/Präfektur-/Kreisnamen, Himmelsrichtungen u. ä.) und Gebietskörperschaftssuffixe hier durch Bindestrich getrennt, die sonstige Romanisierungspraxis ist uneinheitlich.
- Es gibt Gebiete mit ungeklärtem Verlauf der Gemeindegrenzen, betroffen ist auch die Präfekturgrenze zwischen Miyagi und Yamagata.

| Gemeinde                              | Suffix/Typ                   | Kreis (-gun) | Fläche (1. Januar 2023) | Einwohnerzahl (1. März 2021) | Region (Einteilung der Präfekturverwaltung) |
| ------------------------------------- | ---------------------------- | ------------ | ----------------------- | ---------------------------- | ------------------------------------------- |
| Sendai (Sitz der Präfekturverwaltung) | -shi (designierte Großstadt) | –            | 786,35 km²              | 1.091.936                    | Sendai Metro                                |
| Ishinomaki                            | -shi                         | –            | 554,55 km²              | 138.856                      | Ishinomaki                                  |
| Shiogama                              | -shi                         | –            | 17,37 km²               | 51.999                       | Sendai Metro                                |
| Kesennuma                             | -shi                         | –            | 332,44 km²              | 59.341                       | Kesennuma/Motoyoshi                         |
| Shiroishi                             | -shi                         | –            | 286,48 km²              | 32.570                       | Sennan                                      |
| Natori                                | -shi                         | –            | 98,18 km²               | 79.250                       | Sendai Metro                                |
| Kakuda                                | -shi                         | –            | 147,53 km²              | 27.848                       | Sennan                                      |
| Tagajō                                | -shi                         | –            | 19,69 km²               | 61.937                       | Sendai Metro                                |
| Iwanuma                               | -shi                         | –            | 60,45 km²               | 44.340                       | Sendai Metro                                |
| Tome                                  | -shi                         | –            | 536,09 km²              | 76.164                       | Tome                                        |
| Kurihara                              | -shi                         | –            | 805,00 km²              | 63.689                       | Kurihara                                    |
| Higashi-Matsushima                    | -shi                         | –            | 101,30 km²              | 38.880                       | Ishinomaki                                  |
| Ōsaki                                 | -shi                         | –            | 796,81 km²              | 127.135                      | Ōsaki                                       |
| Tomiya                                | -shi                         | –            | 49,18 km²               | 51.859                       | Sendai Metro                                |
| Zaō                                   | -machi                       | Katta        | 152,83 km²              | 11.360                       | Sennan                                      |
| Shichikashuku                         | -machi                       | Katta        | 263,09 km²              | 1246                         | Sennan                                      |
| Ōgawara                               | -machi                       | Shibata      | 24,99 km²               | 23.586                       | Sennan                                      |
| Murata                                | -machi                       | Shibata      | 78,38 km²               | 10.506                       | Sennan                                      |
| Shibata                               | -machi                       | Shibata      | 54,03 km²               | 38.638                       | Sennan                                      |
| Kawasaki                              | -machi                       | Shibata      | 270,77 km²              | 8435                         | Sennan                                      |
| Marumori                              | -machi                       | Igu          | 273,30 km²              | 12.251                       | Sennan                                      |
| Watari                                | -chō                         | Watari       | 73,60 km²               | 32.846                       | Sendai Metro                                |
| Yamamoto                              | -chō                         | Watari       | 64,58 km²               | 11.736                       | Sendai Metro                                |
| Matsushima                            | -machi                       | Miyagi       | 53,56 km²               | 13.151                       | Sendai Metro                                |
| Shichigahama                          | -machi                       | Miyagi       | 13,19 km²               | 17.793                       | Sendai Metro                                |
| Rifu                                  | -chō                         | Miyagi       | 44,89 km²               | 35.521                       | Sendai Metro                                |
| Taiwa                                 | -chō                         | Kurokawa     | 225,49 km²              | 28.307                       | Sendai Metro                                |
| Ōsato                                 | -chō                         | Kurokawa     | 82,01 km²               | 7760                         | Sendai Metro                                |
| Ōhira                                 | -mura                        | Kurokawa     | 60,32 km²               | 5739                         | Sendai Metro                                |
| Shikama                               | -chō                         | Kami         | 109,28 km²              | 6580                         | Ōsaki                                       |
| Kami                                  | -machi                       | Kami         | 460,67 km²              | 21.666                       | Ōsaki                                       |
| Wakuya                                | -chō                         | Tōda         | 82,16 km²               | 15.177                       | Ōsaki                                       |
| Misato                                | -machi                       | Tōda         | 74,99 km²               | 23.796                       | Ōsaki                                       |
| Onagawa                               | -chō                         | Oshika       | 65,35 km²               | 5662                         | Ishinomaki                                  |
| Minami-Sanriku                        | -chō                         | Motoyoshi    | 163,40 km²              | 10.896                       | Kesennuma/Motoyoshi                         |
| Miyagi                                | -ken (35 Gemeinden)          | (10 Kreise)  | 7.282,29 km²            | 2.288.456                    |                                             |